# 館山港
館山港（たてやまこう）は、千葉県館山市の館山湾岸に位置する港湾法上の地方港湾である。国の特定地域振興重要港湾に指定されている。港湾管理者は千葉県。
館山湾は別名「鏡ヶ浦」とも呼ばれ、日本百景を始め、日本の夕陽百選、関東の富士見百景、東京湾100選、房総の魅力500選、恋人の聖地などに選定され、南房総国定公園の美しい景勝地として静穏な海域と年間を通して温暖な気候に恵まれた天然の良港である。桟橋形式としては、日本一長い「館山夕日桟橋」には旅客船・官公庁船をはじめ3万トン級の客船が接岸できる。旅客ターミナルおよび交流拠点施設として“渚の駅”たてやまが整備され、みなとオアシスに指定されている。

## 概要

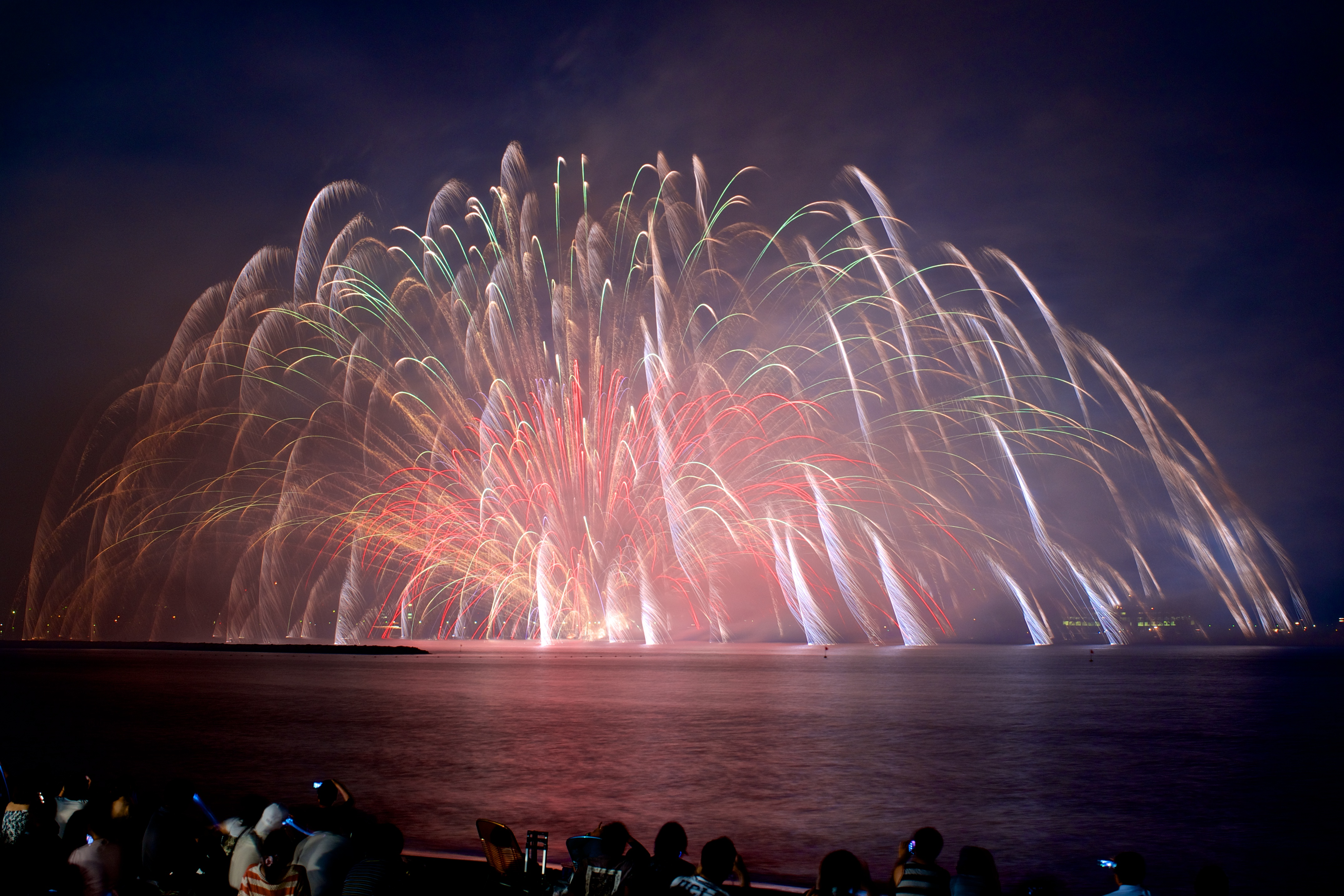
館山湾花火大会（水中花火）

房総半島の南端、東京湾湾口部の館山湾に位置する天然の良港で、南側が半島で覆われているため、周辺は外海からの影響が少ない静穏な海域である。南国の明るい風光と年間平均気温16℃の温暖な気候に恵まれ、冬期でも色鮮やかな花々によって彩られている「花のまち」で、また、サンゴやウミホタルなどの貴重な資源が豊富に残る「海のまち」でもある。館山夕日桟橋周辺では「ウミホタル観察会」を開催している。
古くより生鮮魚を魚河岸まで運ぶ水揚げ港として栄えたほか、1889年（明治22年）には東京湾汽船（現在の東海汽船）が東京 - 館山航路を開設するなど、房総半島への航路の拠点でもあった。1963年（昭和38年）には水中翼船が就航している。その後、旅客航路は季節運航となり、現在は水深5.5メートル岸壁4バース（内1バース耐震強化岸壁）などが整備され、主に砂・砂利などの資材を扱う工業港となっている。港湾の東側には海上自衛隊館山航空基地が隣接する。
1953年（昭和28年）3月には港湾区域の認可を受け、千葉県が港湾管理者となり開港する。国連欧州経済委員会（UNECE）が制定している海港コード（UN/LOCODE）は「JP_TTY」。
1993年（平成5年）に国土交通省から海岸事業として「ビーチ利用促進モデル地区」の指定を受け、突堤・護岸・遊歩道が整備された。2000年（平成5年）5月には、観光・レクリエーション分野での地域振興が期待されるとして特定地域振興重要港湾に選定されており、港湾の北側に大型客船が寄港可能な館山港多目的観光桟橋（館山夕日桟橋）が整備され、2010年（平成22年）に供用開始となった。
国土交通省・千葉県・館山市共同で策定した「館山港港湾振興ビジョン」に基づき、みなとまちづくりを推進している。毎年、8月には特大スターマインや水中8号玉（直径250メートル）の水中花火をはじめとする花火10,000発をわずか75分で打ち切る館山湾花火大会が開催される。また海岸特設ステージでは、花火をバックに様々なイベント（フラメンコなど）が行われる。
館山湾に面して北側には船形漁港（第3種漁港）、北条海岸（海水浴場）が整備されており館山港（工業港、旅客ターミナル）と住み分けされている。

## 歴史

### 江戸時代以前

#### 館山城下の湊

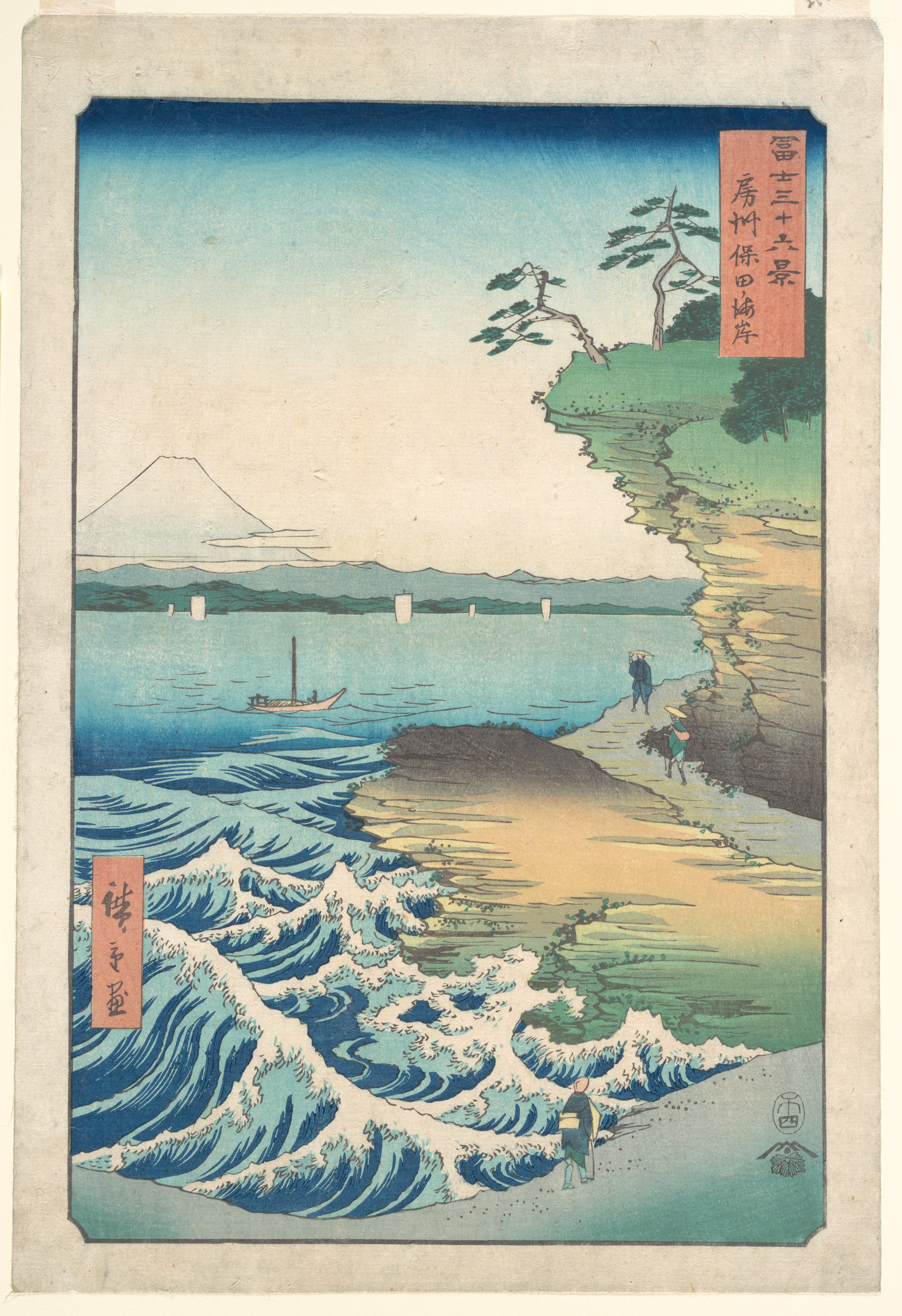
歌川広重画『富士三十六景』より「房州保田ノ海岸」

718年（養老2年）、安房国が成立し、平久里川流域（現:館山湾周辺）に国府がおかれ、1099年（康和元年）、安房国司の源親元が柏崎（現:館山市）から船で都へ帰った。この頃には既に館山湾周辺にて海運が行われていたとされる。
1601年（慶長6年）、里見義康が館山城下に市を立てて、本格的に城下町建設をはじめ、商人の船は新井浦（館山湾）へ入船することを義務づける。

### 江戸・明治時代

#### 海上輸送の発展
江戸時代に入ると、徳川家康から、1614年（慶長19年）大坂の陣で活躍した木更津の水夫への報奨として、江戸・木更津間での渡船営業権などの特権が与えられた。それに伴い、1615年（元和1年）新井・楠見（現:館山市）においても船乗り30人が、大坂の陣にて活躍される。その後、木更津が上総国・安房国の海上輸送の玄関口として繁栄し、海上輸送が発達した江戸時代に主に東京湾内の輸送に五大力船（長さ31尺（約9.4メートル）から65尺（約19.7メートル）ほどの小型廻船）が活躍し、上総国・下総国同様、安房国においても海辺で穀類や薪炭などの運送に用いられる他、人を乗せて旅客輸送も行っていた。
鋸南町の保田海岸を描いた歌川広重の浮世絵である『富士三十六景』の「房州保田ノ海岸」において、鋸山の下に位置する磯伝い道は館山港まで続いていたとされる。当時、安房国の中心であった館山方面に至る磯伝い道は絶景の道ではあったが、交通の難所としても知られていた。海岸の崖沿いを避けたトンネルの多い道路は、明治中期になって整備されている。

#### 榎本艦隊起死回生の地

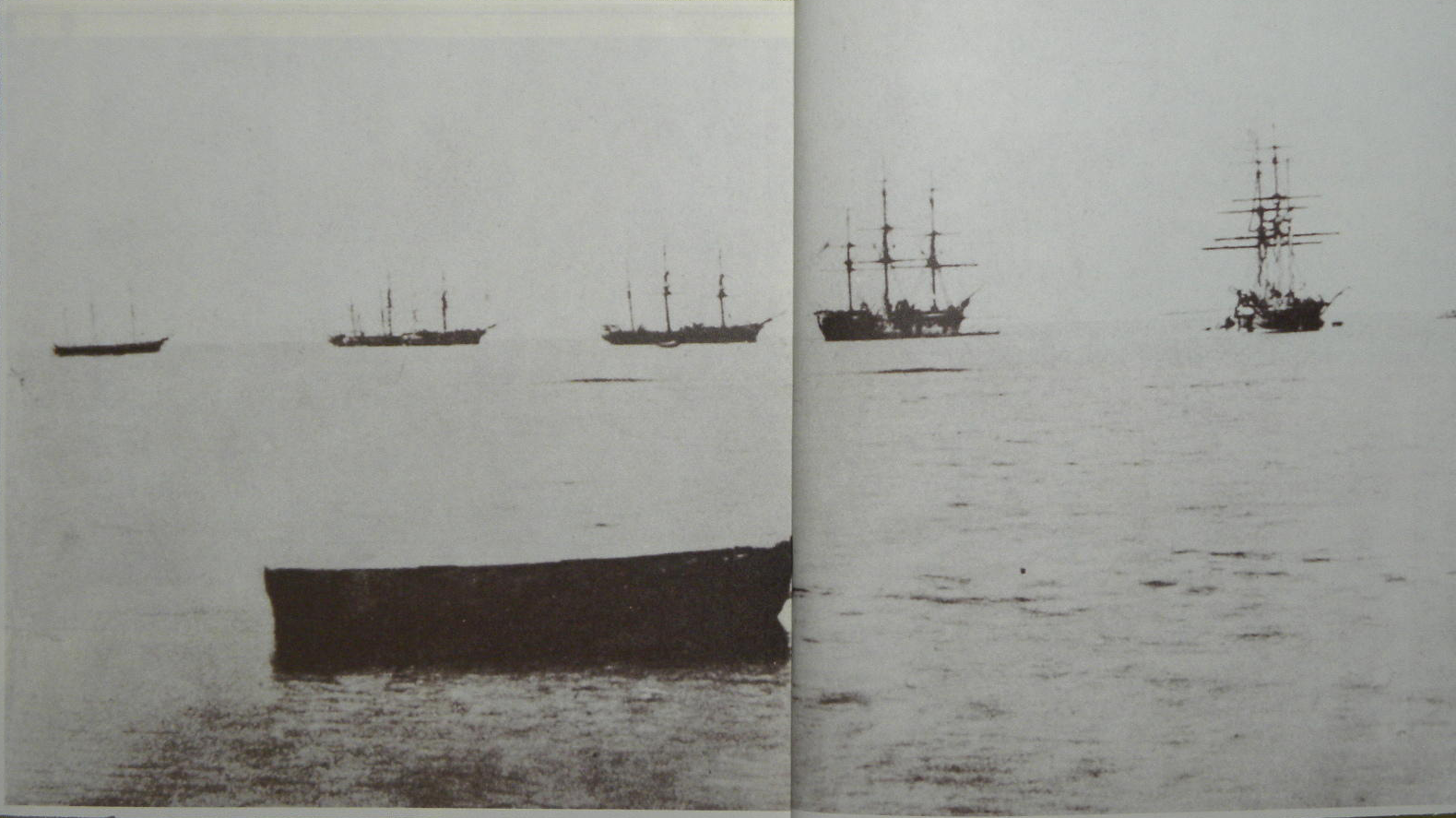
品川沖から館山沖へ向かう榎本艦隊

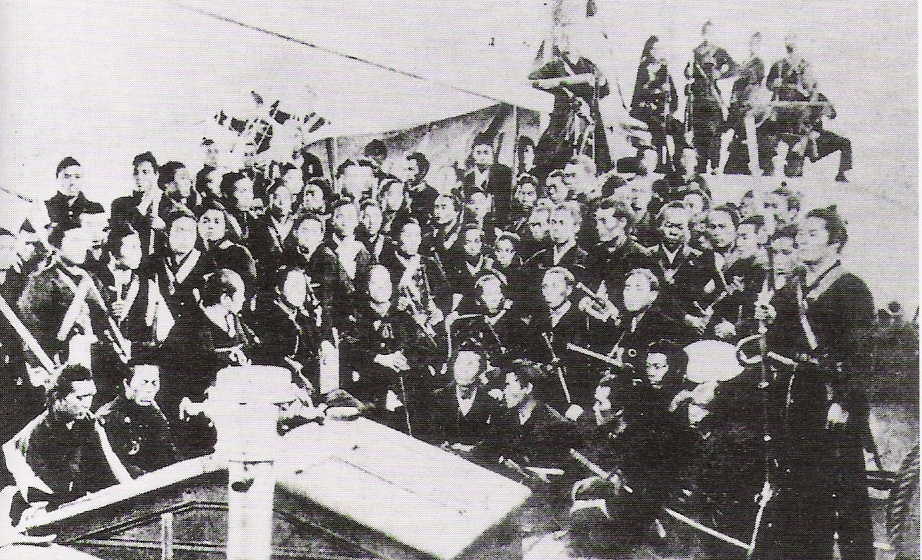
函館へ向かう旧幕府軍

幕末、江戸城開城の当日、榎本は新政府への軍艦の引渡しに応じず、悪天候を理由に艦隊を館山沖へ移動。当時の館山湾は日本有数の大艦隊が碇泊する港であったため、館山の地にて兵力を整え、軍艦8隻で函館に向かう準備を整える。（後の箱館戦争）
恭順派の勝海舟の説得で品川沖に戻り、富士山丸・観光丸・朝陽丸・翔鶴丸の4隻を新政府に引渡すが、開陽など主力艦の温存に成功した。7月、榎本に対して仙台藩を中心とする奥羽越列藩同盟から支援要請があり、8月20日、開陽を旗艦として8隻からなる旧幕府艦隊（開陽・蟠竜・回天・千代田形の軍艦4隻と咸臨丸・長鯨丸・神速丸・美賀保丸の運送船4隻）が品川沖を脱走し、仙台へと目指した。
この榎本艦隊には、若年寄・永井尚志、陸軍奉行並・松平太郎などの重役の他、大塚霍之丞や丸毛利恒など彰義隊の生き残りと人見勝太郎や伊庭八郎などの遊撃隊、そして、旧幕府軍事顧問団の一員だったジュール・ブリュネとアンドレ・カズヌーヴらフランス軍人など、総勢2,000余名が乗船していた。

#### 汽船就航と館山航路
明治に入ると館山の辰野安五郎が安全社をおこし、東京（霊巖島）と館山間に汽船を就航させる計画を立てる。それに伴い、後に船形・那古・北条・館山に汽船の発着の桟橋が設置の整備が行われる。1881年（明治14年）、第一回安房共立汽船会社が設立され、安全社との競争をはじめ、その後、大倉喜八郎・渋沢栄一など財界人が株主になり、豊津村に日本水産会社を設立。1889年（明治22年）、11月より東京湾汽船会社（現在の東海汽船株式会社）が東京 - 館山航路を開設した。館山港は魚荷が多く、創業当初のドル箱航路だった。これらの館山航路整備により、館山港は房総半島への航路の拠点としての役割を担う。

### 昭和時代・平成時代

#### 軍事整備と館山開港

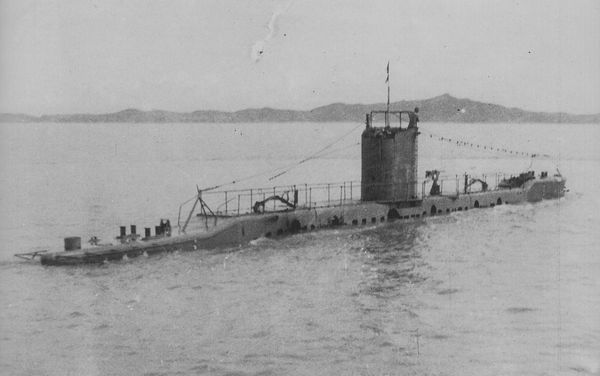
日本陸軍「三式潜航輸送艇I型」（館山湾、1945年以降）

昭和に入ると館山航空基地が完成し、館山海軍航空隊が開設、軍専用港を施設する（東防波堤）。これにより、館山湾には様々な軍艦・潜水艦などが見られるようになる。大房岬と西岬地区に東京湾要塞の砲台が構築され、さらに洲ノ崎海軍航空隊が笠名・大賀に開隊するなど、軍事整備が次々と行われた。館山は実戦の態勢となり、陸上機隊・水上機隊の両方を備える中枢基地となる。また、一時中攻隊をおいて外戦部隊の一翼を担うが、木更津基地の完成と共に中攻隊はそちらへ移ったことにより、以後館山航空基地は内戦部隊となる。1945年（昭和20年）、那古地区川崎に空襲があり、館山港からアメリカ軍が上陸し、終戦を迎える。
戦後、1948年（昭和23年）、館山港を地方港湾に指定し、1949年（昭和24年）、東海汽船が戦争で中断していた館山航路を復活した。1952年（昭和27年）、館山港を五か年計画で修築開始する。1953年（昭和28年）、海上警備隊（海上自衛隊）館山航空隊が設立され、同年の3月に港湾区域の認可を受け、千葉県が港湾管理者となり館山港として開港する。

#### 開港後の整備
1958年（昭和33年）、南房総国定公園に一部指定され、館山港から船形魚港間の海岸道路が完成した。東京湾高速船株式会社により水中翼船バカンス号・ファミリー号を東京・館山間に就航させる。その後、旅客航路は季節運航となり、水深5.5メートル岸壁4バース（内1バース耐震強化岸壁）などが整備され、主に砂・砂利などの資材を扱う工業港へと変貌していく。
1973年（昭和48年）、第28回国民体育大会（若潮国体）ヨット競技の会場になり、1993年（平成5年）に国土交通省から海岸事業として「ビーチ利用促進モデル地区」の指定を受け、これにより、館山港における多目的観光桟橋整備事業、北条海岸におけるビーチ利用促進モデル事業、シンボルロード整備事業などを進めることなる。
2000年（平成5年）5月には、観光・レクリエーション分野での地域振興が期待されるとして特定地域振興重要港湾に選定されており、港湾の北側に大型客船が寄港可能な館山港多目的観光桟橋（館山夕日桟橋）が整備され、2010年（平成22年）に供用開始となった。国土交通省・千葉県・館山市共同で策定した「館山港港湾振興ビジョン」に基づき、「賑わいのある海辺づくり」を基本的な計画として「みなとまちづくり」を推進している。

### 年表
- 1601年（慶長6年） 里見義康が館山城下に市を立てて、本格的に城下町建設をはじめ、商人の船は新井浦（館山湾）へ入船することを義務づける
- 1615年（元和元年） 新井・楠見の船乗り30人が、大坂夏の陣に活躍される
- 1703年（元禄16年） 元禄大地震がおこり、那古船形から館山にかけて200メートル - 400メートル幅の干潟ができる
- 1721年（享保6年） 浦賀（神奈川県横須賀市）に番所が設置され、江戸への渡海船が検査を受けるようになるが、鮮魚輸送の押送船は例外とされる
- 1801年（享和元年） 伊能忠敬が鏡ヶ浦の海岸を測量する
- 1847年（弘化4年） 武蔵国の忍藩が海防の陣屋を北条鶴ヶ谷に築き、湊川（平久里川）河口にはじめて湊橋を架ける
- 1868年（明治元年） 旧幕府海軍の榎本武揚が館山湾で兵力を整え、軍艦八隻で函館に向かう
- 1878年（明治11年） 館山の辰野安五郎が安全社をおこし、東京（霊巖島）と館山間に汽船を就航させ、後に船形・那古・北条・館山に汽船の発着の桟橋が設置される
- 1889年（明治22年） 11月より東京湾汽船会社（現東海汽船株式会社）が館山航路に進出
- 1901年（明治34年） 館山湾に約500頭ほどのクジラが回遊
- 1907年（明治40年） 東京湾汽船で急行便の夏季航路を開始
- 1919年（大正8年） 洲崎灯台が点火
- 1920年（大正9年） 館山湾内の網主などが高の島に魚付林を植樹
- 1923年（大正12年） 館山桟橋の拡幅工事（長さ226メートル、幅5.5メートル）完了
- 1923年（大正12年） 関東大震災で隆起がおこり、桟橋が破損、復旧まで艀舟を利用
- 1926年（大正15年） 東京湾要塞地帯の指定地域になる
- 1926年（大正15年） 旧桟橋の南側に館山桟橋が復旧（長さ270メートル、幅5.5メートル）
- 1930年（昭和5年） 千葉県安房郡館山町の浅瀬に造成した館山飛行場が完成
- 1930年（昭和5年） 宮城沖の干潟に館山海軍航空隊が開設、軍専用港を施設する（東防波堤）
- 1935年（昭和10年） 大型客船の新造橘丸が、東京・館山間に就航
- 1945年（昭和20年） 那古地区川崎に空襲があり、館山港からアメリカ軍が上陸
- 1948年（昭和23年） 館山港を地方港湾に指定
- 1949年（昭和24年） 東海汽船が戦争で中断していた館山航路を復活
- 1952年（昭和27年） 館山港を五か年計画で修築開始（北防波堤新設など）
- 1953年（昭和28年） 海上警備隊（海上自衛隊）館山航空隊が設立される
- 1953年（昭和28年）3月 港湾区域の認可を受け、千葉県が港湾管理者となり館山港として開港する。
- 1958年（昭和33年） 南房総国定公園に一部指定される
- 1961年（昭和36年） 館山港から船形魚港間の海岸道路が完成
- 1963年（昭和38年） 東京湾高速船株式会社、水中翼船バカンス号・ファミリー号を東京・館山間に就航させる
- 1973年（昭和48年） 第28回国民体育大会（若潮国体）ヨット競技の会場になる
- 1993年（平成5年） 館山市がビーチ利用促進モデル地区に指定される
- 2000年（平成12年）館山港が特定地域振興重要港湾に選定される

## 港湾施設

### けい留施設
| 番号 | バース名                 | 延長(m) | 所定水深(m) | エプロン幅(m) | 対象船舶（重量t数） | 構造・様式 | 備考（供用年）               |
| ---- | ------------------------ | ------- | ----------- | ------------- | ------------------- | ---------- | ---------------------------- |
| 1    | -3.0物揚場               | 56.0    | -3.0        | 6.0           | 7総トン             | 重力式     | 供用中（昭和38年）           |
| 2    | -4.0物揚場               | 120.0   | -4.0        | 10.0          | 700                 | 重力式     | 供用中（昭和63年）           |
| 3    | 2号船揚場                | 139.0   | -1.0        |               |                     |            | 供用中（昭和63年）           |
| 4    | 1号船揚場                | 80.0    | -1.0        |               |                     |            | 供用中（昭和63年）           |
| 5    | -5.5岸壁第4              | 90.0    | -5.5        | 15.0          | 2,000               | 矢板式     | 供用中（昭和63年）           |
| 6    | -5.5岸壁第3              | 90.0    | -5.5        | 15.0          | 2,000               | 矢板式     | 供用中（昭和63年）           |
| 7    | -5.5岸壁第1              | 90.0    | -5.5        | 13.0          | 2,000               | 桟橋       | 供用中耐震バース（平成15年） |
| 8    | -5.5岸壁第2              | 90.0    | -5.5        | 13.0          | 2,000               | 桟橋       | 供用中（昭和60年）           |
| 9    | -4.5大蔵岸壁             | 60.0    | -4.5        | 13.0          | 700                 | 矢板式     | 供用中（昭和56年）           |
| 10   | 漁協前-3.0物揚場         | 44.0    | -3.0        | 13.0          | 40総トン            | 矢板式     | 供用中                       |
| 11   | 3号船揚場                | 53.0    | -2.5        |               | 5総トン             |            | 供用中（昭和59年）           |
| 12   | -4.5大蔵第2岸壁          | 60.0    | -4.5        | 15.0          | 700                 | 矢板式     | 供用中（昭和58年）           |
| 13   | -3.0物揚場               | 20.0    | -3.0        |               | 100~300             | くい式     | 供用中（平成22年）           |
| 14   | -7.5物揚場（多目的桟橋） | 240.0   | -7.5        |               | 30,000総トン        | くい式     | 供用中（平成22年）           |

### 荷捌地
| 対象番号 | 名称           | 面積（㎡） |
| -------- | -------------- | ---------- |
| 15       | -4.0荷捌地     | 3,590      |
| 16       | -5.5荷捌地     | 1,650      |
| 17       | 3号荷捌地      | 1,135      |
| 18       | 4号荷捌地      | 545        |
| 19       | 二号荷捌地     | 1,494      |
| 20       | 5号荷捌地      | 1,524      |
| 21       | -4.5荷捌地     | 763        |
| 22       | -4.5埋立野積場 | 532        |

### 野積場
| 対象番号 | 名称           | 面積（m2） |
| -------- | -------------- | ---------- |
| 23       | -5.5埋立野積場 | 3,630      |
| 24       | 二号野積場     | 3,289      |
| 25       | 3号野積場      | 3,997      |
| 26       | -4.5埋立野積場 | 532        |

## 港勢
2015年度（参考）
- 発着数 1,415隻（495,933総トン）[1]
- 利用客数 38,788人（乗込人員20,166人、上陸人員18,622人）[2]
- 取扱貨物 852,811トン[16]

## 館山夕日桟橋
館山夕日桟橋は、正式名称「館山港多目的観光桟橋」の愛称。桟橋形式としては日本一長い桟橋で、海岸通りから500メートルの長さがある。四季を通して様々な船舶が着岸する。
館山市において館山港多目的観光桟橋の愛称を募集したところ、全国から応募総数305件、268作品の応募があった（館山市内159件、館山市を除く千葉県内71件、千葉県外75件）。選考は「館山港多目的観光桟橋愛称選考委員会」で行い、審議の結果「館山夕日桟橋」 に決定した。決定した愛称を広報や観光パンフレットなどに表示するなど、積極的な活用を図る。

## 航路
明治より、旅客ターミナルとしての実績や桟橋の整備（館山夕日桟橋）が進み、房総半島への航路の拠点としての役割を担う。
日東商船の海中観光船や東海汽船の高速ジェット船が季節運航で寄港するほか、小笠原海運のおがさわら丸も年数回程度寄港する。また、モニターツアーで東京湾フェリーが入港した実績もある。
近年ではクルーズ用の港として国土交通省の「CRUISE PORT GUIDE OF JAPAN」に掲載され、世界最大のクルーズ見本市「クルーズ・シッピング・マイアミ」において紹介されている。
日東商船
- 海中観光船「サブマリーンたてやま号」
  - 館山湾の水深3メートル - 4メートルの海域を中心に周遊、半潜水式の画期的な観光船（冷暖房完備）[21]

東海汽船
- 高速ジェット船「ジェットフォイル」
  - 東京（竹芝埠頭） - 館山（館山夕日桟橋） - 大島（元町港・岡田港） - 稲取（静岡）
    - 毎年2月から4月にかけての季節運航で寄港する
- 高速ジェット船「セブンアイランド」
  - 館山（館山夕日桟橋） - 伊豆大島 - 熱海 - 伊東 - 稲取（静岡）
    - 春の定期便運航、毎年2月から3月にかけての季節運航で寄港する

  - 東京（竹芝埠頭） - 館山（館山夕日桟橋）
    - 春の定期便運航、毎年2月から3月にかけての季節運航で寄港する

小笠原海運
- 貨客船「おがさわら丸」
  - 年1回程度寄港

東京湾フェリー
- 大型船「かなや丸」
- 横須賀（久里浜港） - 房総半島クルーズ - 館山（館山夕日桟橋）
  - 南房総日帰りモニターツアー（期間限定）

その他寄港実績
- 学術研究船「白鳳丸」
- 帆船「みらいへ」
- 千葉県海上保安部所属「たかたき」

### クルーズ船寄港実績
- 2010年
  - にっぽん丸（総トン数22,472トン、全長166.65メートル）
  - ぱしふぃっくびぃなす（総トン数26,594トン、全長183.40メートル）
- 2013年
  - ふじ丸（総トン数23,235トン、全長167.00メートル）

## その他
館山港2号防波堤（座標）は「自衛隊堤防」という通称で呼ばれ、多様な魚種が釣れる釣り場として多くの釣り人から人気を集めていたが、堤防に立ち入る際に自衛隊敷地を通過する必要があることや、周辺の船舶往来が多いことから、安全面などが懸念され、2020年（令和2年）ごろから立ち入り禁止の措置が取られている。一方で2025年（令和7年）6月には館山港内に安全で持続可能な釣り場環境を整備することを目指し、館山市、漁業関係者、釣り業界の関係者などが、海上自衛隊や千葉県などから許可を得て自衛隊堤防で「試し釣り調査」を行っている。